# Rue Geoffroy-l'Asnier
La rue Geoffroy-l'Asnier est une voie, ancienne, située dans le 4e arrondissement de Paris.

## Situation et accès
La rue Geoffroy-l'Asnier, d'une longueur de 190 mètres, perpendiculaire à la Seine (donc orientée nord-sud), est située dans le 4e arrondissement, quartier Saint-Gervais et commence au 28, quai de l'Hôtel-de-Ville à l'extrémité ouest de la place du Bataillon-Français-de-l'ONU-en-Corée et finit entre les 48 et 50, rue François-Miron. L'impasse Putigneux et l'allée des Justes (ancienne partie de la rue Grenier-sur-l'Eau) y aboutissent.

## Origine du nom
Son nom serait dû à celui d'un bourgeois de Paris, « Forgier l'Asnier », ou « Frogier l'Asnier », un propriétaire qui habitait la rue au milieu du XIIIe siècle.

## Historique
La rue Geoffroy-l'Asnier existait en 1300. La dénomination actuelle de la rue est une déformation au XIVe siècle « Frogier l'Asnier » ou « Forgier-l'Asnier », famille bourgeoise qui possédait presque toute cette rue à la fin du XIIIe siècle, en « Geoffroy l'Asnier » dès 1445.
Elle est citée sous le nom de « rue Geoiffroy Lasnier » dans un manuscrit de 1636.
Au XIXe siècle, cette rue d'une longueur de 190 mètres, qui était située dans l'ancien 9e arrondissement, quartier de l'Hôtel-de-Ville, commençait au 2, quai de la Grève et au 78, quai des Ormes et finissait aux 40-44, rue Saint-Antoine.
Les numéros de la rue étaient noirs. Le dernier numéro impair était le no 35 et le dernier numéro pair était le no 44.
La majorité des maisons anciennes ont été démolies au cours des années 1940 dans le cadre de la rénovation de l'îlot insalubre n° 16 et remplacées par des immeubles en béton.
Il subsiste une maison du XVIIe siècle au nos 5-7, trois hôtels particuliers du XVIIe siècle et l'hôtel d'Ourscamp à l'angle de la rue François-Miron.
La rue est située  dans le périmètre du plan de sauvegarde et de mise en valeur du secteur sauvegardé du Marais.

## Bâtiments remarquables et lieux de mémoire
- Au débouché sur la Seine : emplacement de l'ancien port au Foin.
- No 17 : centre de documentation juive contemporaine, organisé dans le Mémorial de la Shoah (auparavant appelé « Mémorial du martyr juif inconnu ») (construit par les architectes Alexandre Persitz et Georges Goldberg entre 1953 et 1956), fait l'objet d'un classement au titre des monuments historiques depuis le 2 octobre 1992, il bénéficie également du label « Patrimoine du XXe siècle »[6].
- No 20 : maison ayant appartenu en 1668 à M. de Villemontré, conseiller d'État ; en 1713 à Louis-Charles de Machault d'Arnouville[3].
- No 22 : hôtel particulier habité par Jehan Hennequin (1549), le conseiller et secrétaire du roi Pierre Poussepin de Belair (1633) et Dreux Poussepin (1636) avant d'être racheté par le quartenier Jean Rousseau à qui l'on doit la construction de l'hôtel entre cour et jardin actuel en 1668[3]. Les portes en bois sculpté sur rue et sur cour font l'objet d'une inscription au titre des monuments historiques depuis le 27 juin 1926, la protection a été révisée le 24 mars 1928[7].
- Nos 23-25 : emplacement, entre 1824 et le 1859, de la mairie du 9e arrondissement avant la réorganisation des arrondissements de Paris. La mairie était précédemment sise rue de Jouy. Depuis la réorganisation, l'ex-9e arrondissement est dans le 4e arrondissement, dont la mairie annexe a tout d'abord été au 20, rue Sainte-Croix-de-la-Bretonnerie, à l'emplacement de la mairie de l'ex-7e arrondissement[3], avant qu'un bâtiment ne soit construit exprès en 1868.
Le site accueille ensuite un groupe scolaire, au croisement avec l'allée des Justes-parmi-les-Nations. L'inscription ancienne « École de filles » figure encore de nos jours côté rue et « École de garçons » côté allée, bien que l'établissement actuel est le collège François-Couperin.
Sous l'Occupation, lors de la rafle du Vélodrome d'Hiver de juillet 1942, un centre de regroupement de Juifs y est installé[8].
- No 26 : l'hôtel de Chalon-Luxembourg, qui date du début XVIIe siècle, ainsi que son jardin, fait l'objet d'un classement au titre des monuments historiques depuis le 28 décembre 1977[9].
- No 31 : l'hôtel d'Ourscamp, à l'angle de la rue François-Miron, fait l'objet d'un classement au titre des monuments historiques depuis le 18 octobre 1966[10].
- Le 14 mai 1646, une maison à deux corps de logis à l'enseigne du Couronnement de la Vierge fait l'objet d'un bail par François Macqueron, secrétaire de la chambre du Roi, comme procureur, pour cinq ans à Pierre Torchebeuf, marchand de vin et Sébastienne Jacquet, sa femme, moyennant 750 £ de loyer annuel[11].

L'hôtel de Chalon-Luxembourg
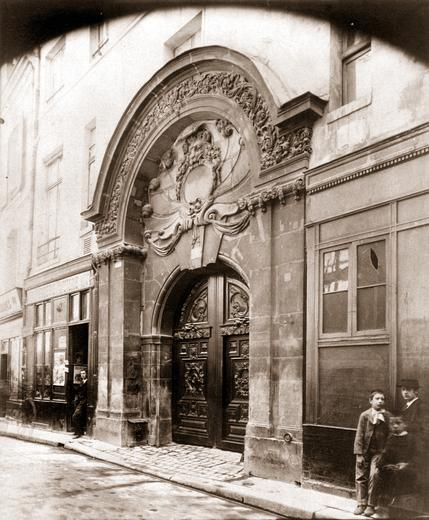
L'hôtel de Chalon-Luxembourg au no 26 de la rue, vers 1910 (photographie d'Eugène Atget).
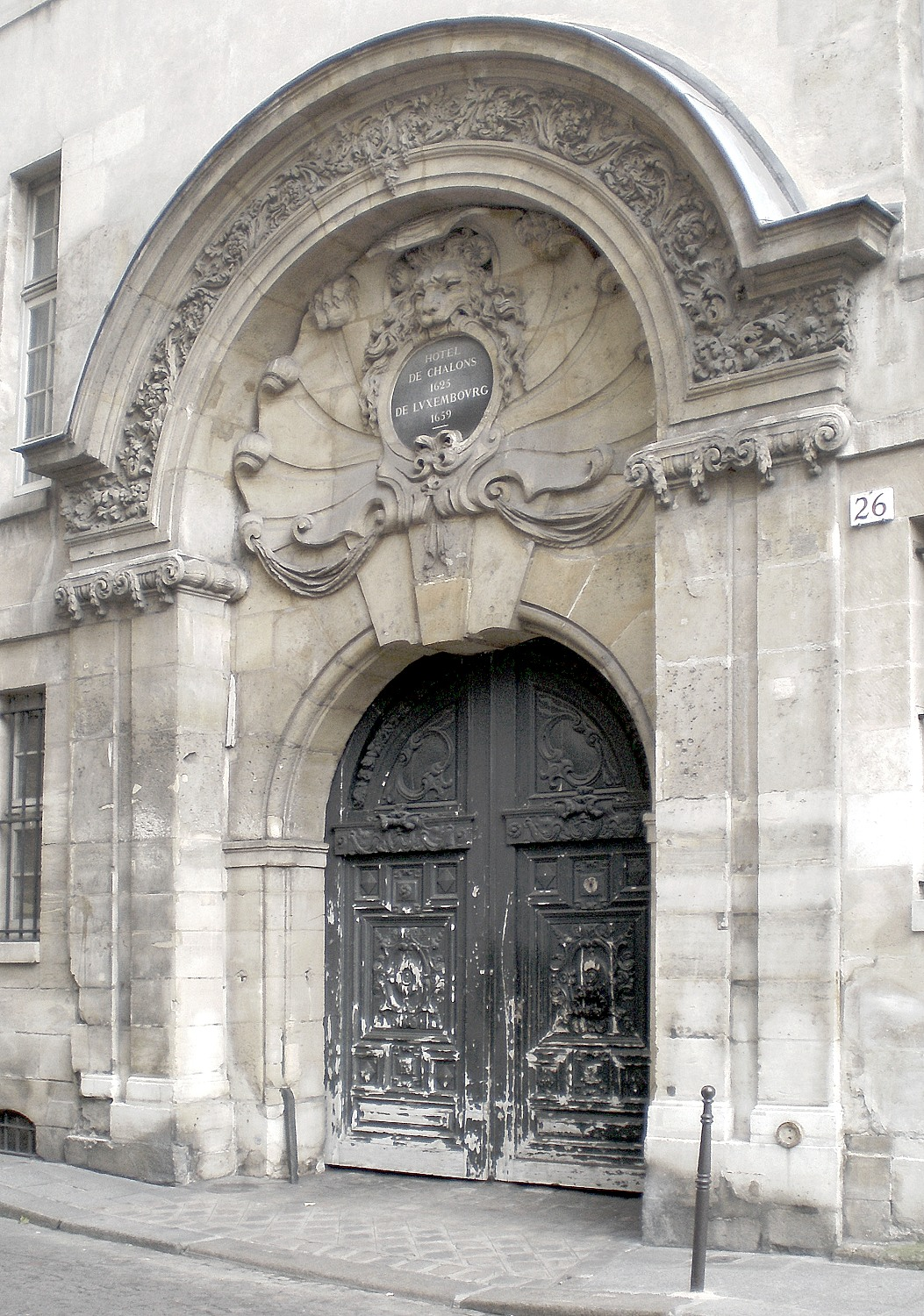
Vue en 2010.